# Pacific Racing
Pacific Racing est une ancienne écurie de sport automobile britannique. 
En activité de 1984 à 1996 dans diverses disciplines, elle a disputé en 1994 et 1995 le championnat du monde de Formule 1 sous le nom Pacific Grand Prix. L'écurie, en 22 Grands Prix, n'est jamais parvenue à inscrire de point, son meilleur résultat en course est une 8e place décrochée à deux reprises.

## Historique

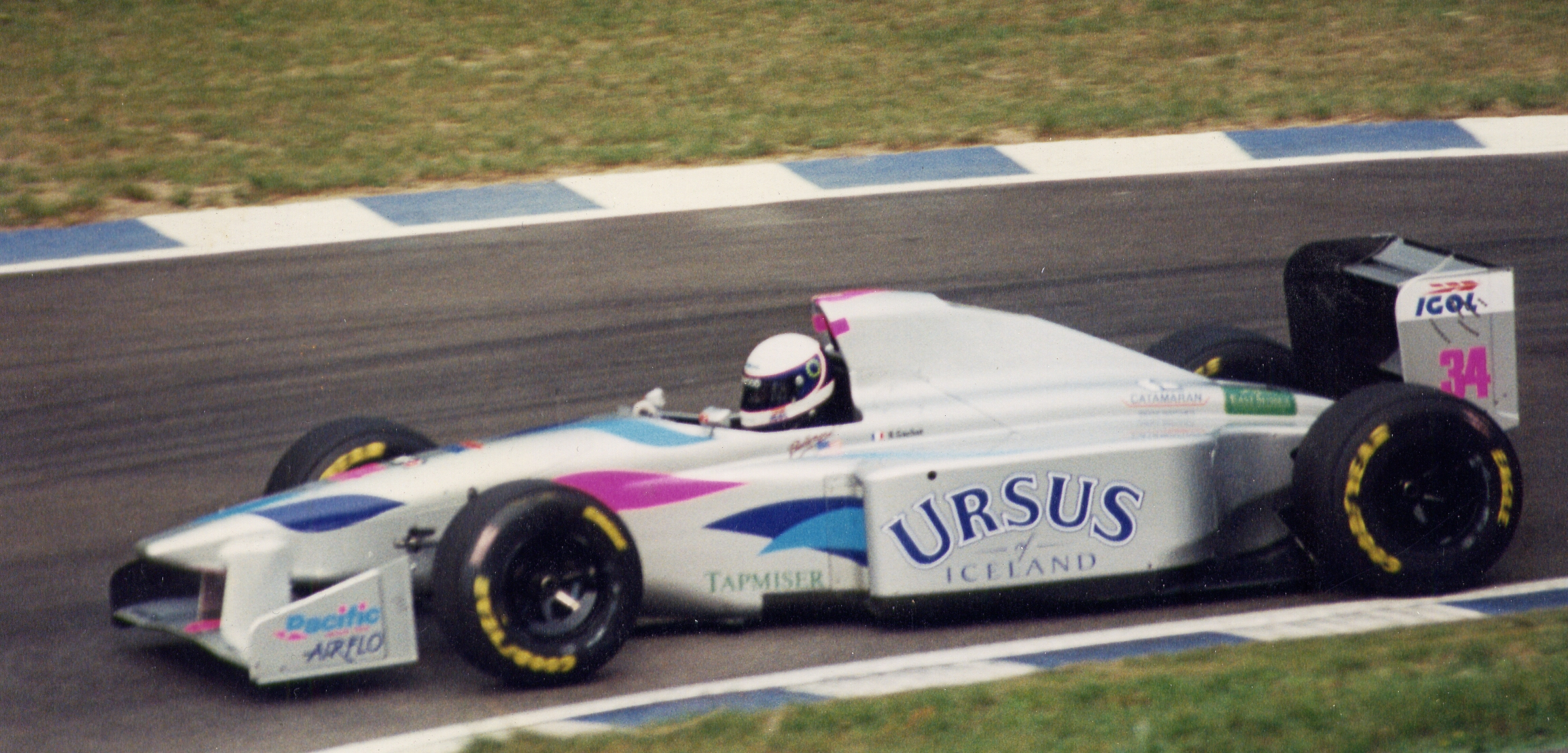
Bertrand Gachot sur Pacific PR01 au GP d'Allemagne 1994

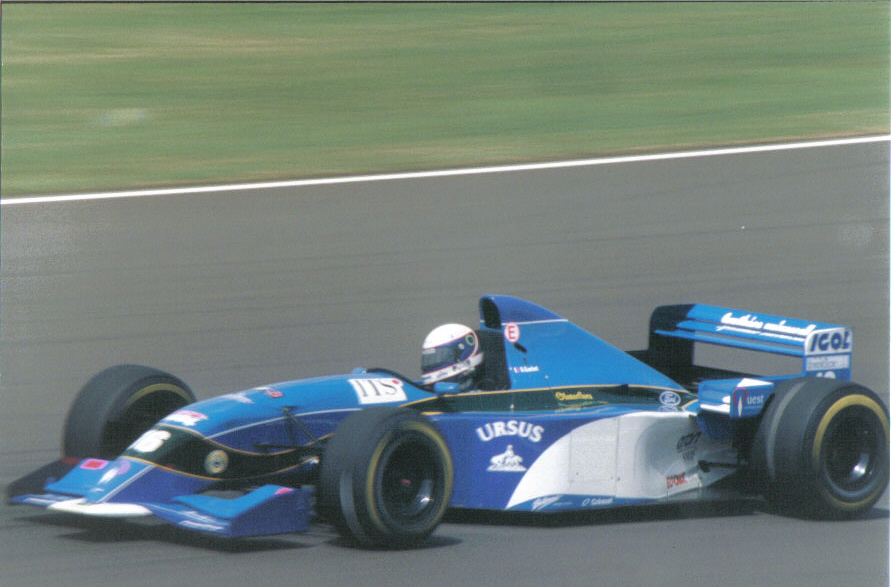
Bertrand Gachot sur Pacific au GP de Grande-Bretagne 1995

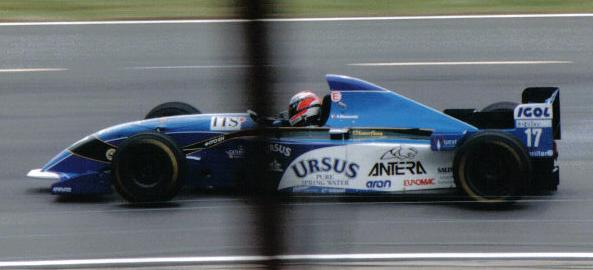
Andrea Montermini sur Pacific au GP de Grande-Bretagne 1995

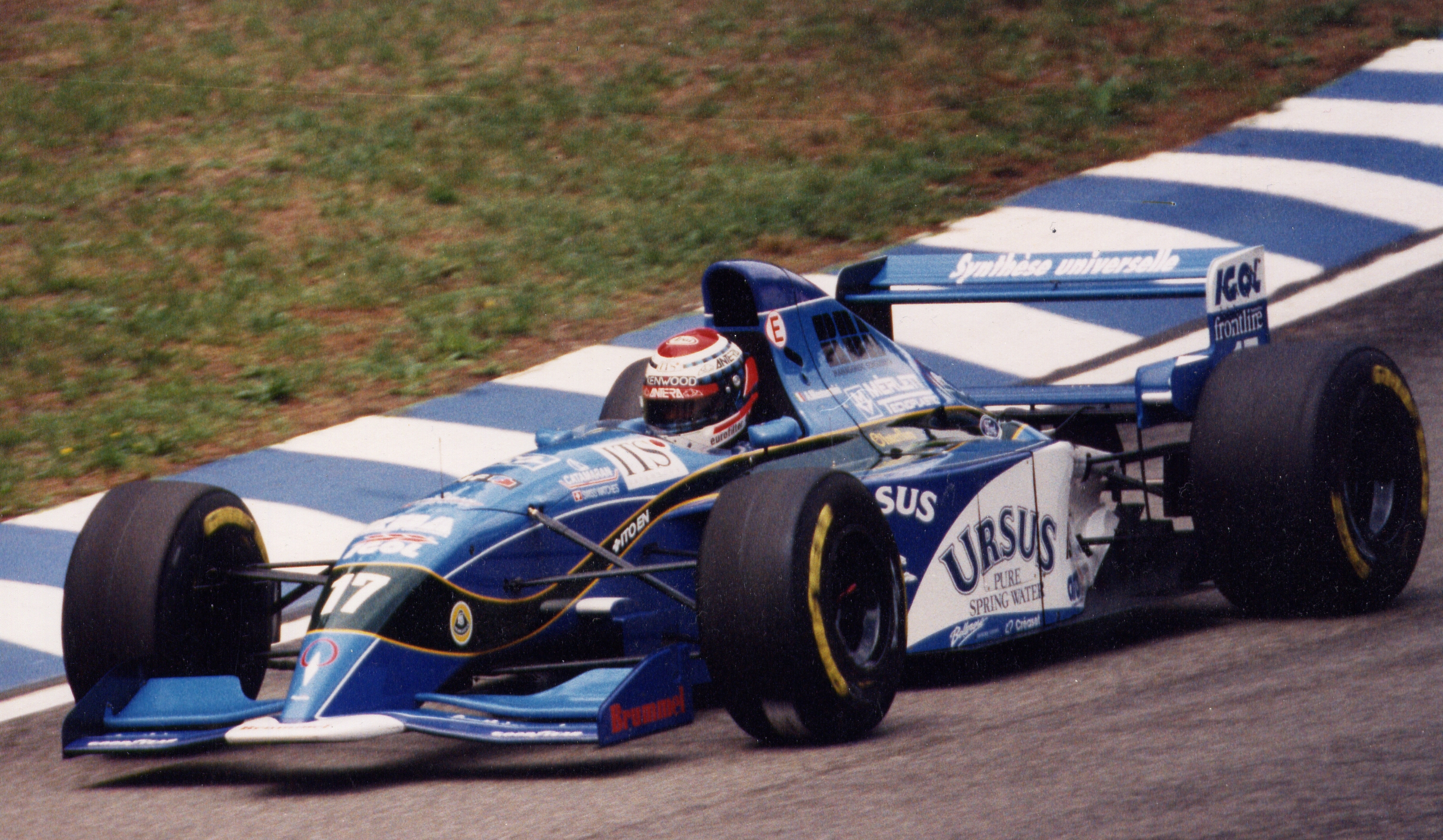
Andrea Montermini sur Pacific au GP d'Allemagne 1995

Pacific Racing est fondé en 1984 par l'ancien mécanicien Keith Wiggins, en partenariat avec Paul Stewart. Dès sa première année d'existence, l'écurie remporte les championnats d'Europe et du Benelux de Formule Ford 1600 (avec Harald Huysman) avant de gagner plus tard les championnats britanniques de Formule Ford 2000 (avec Bertrand Gachot puis JJ Lehto) et de Formule 3 (JJ Lehto) puis le championnat international de Formule 3000 en 1991 (Christian Fittipaldi).
Dans la lancée de ses succès, l'écurie, qui n'emploie que 30 personnes (plus petit effectif en Formule 1 à l'époque), s'inscrit au championnat du monde de Formule 1 en 1994 sous le nom Pacific Grand Prix. Elle suit en cela la démarche de Jordan Grand Prix, dernière écurie anglaise à avoir franchi le pas vers la Formule 1 avec succès. L'engagement de Pacific rappelle les écuries artisanales britanniques des années 1970 qui engageaient des "kit-cars" en championnat du monde. En effet Pacific est le royaume de la sous-traitance : la coque carbone de la monoplace est cuite à l'extérieur et tous les organes mécaniques de la monoplace sont achetés directement chez divers fournisseurs, le personnel réduit étant essentiellement sollicité pour assembler le puzzle. La Pacific PR01, très fine et motorisée par un V10 Ilmor ancienne génération (le nouveau Ilmor-Mercedes étant l'exclusivité de l'écurie Sauber), est l'œuvre de Paul Brown. Mais son travail prend fortement appui sur un projet initié en 1991 par Rory Byrne du temps où ce dernier travaillait pour Reynard et juste avant qu'il ne rejoigne Benetton. 
Pour sa première saison en Formule 1, l'écurie, au budget serré recrute les deux pilotes payants français Paul Belmondo et Bertrand Gachot. Belmondo, âgé de trente ans trouve là l'occasion de refaire de la Formule 1 après une expérience désastreuse chez March en 1992 où il n'avait réussi à se qualifier qu'à cinq reprises. Gachot quant à lui connaît bien Keith Wiggins puisqu'ils ont gagné ensemble deux championnats de Grande-Bretagne et la coupe du monde de Formule Ford dix ans auparavant. Gachot s'investit personnellement dans l'écurie en prenant une participation dans le capital.
Au début de saison, Keith Wiggins annonce l'équipe capable d'atteindre les points pour sa première saison.
Rapidement, l'équipe mesure à quel point le niveau de compétitivité et les exigences financières de la Formule 1 sont élevées. Les pilotes éprouvent toute la saison les pires difficultés à se qualifier (Belmondo échoue à 14 reprises et Gachot 11 fois). Finalement, en cinq Grands Prix lors de cette première saison (la meilleure qualification étant une 23e place de Gachot à Monaco), aucun des pilotes ne reçoit le drapeau à damiers et les sept abandons sont synonymes d'une première année vierge qui contraste avec le passé glorieux de l'écurie dans les disciplines inférieures.
Le point noir de la PR01 est le manque de rigidité de son châssis, jugée insuffisante par ses pilotes. Gachot déclarera à propos de sa voiture lors du dernier grand prix de la saison "Aujourd'hui est un grand jour, je n'aurai jamais plus à piloter la PR01".
En 1995, Pacific Grand Prix s'associe avec la défunte écurie Lotus et devient Pacific Team Lotus. Avec un budget un peu moins serré, grâce aux deniers de Ko Gotoh (héritier de la Japanese Tokyu Co) et l'assurance de prendre part à tous les Grands Prix grâce à la disparition des équipes Lotus et Larrousse, l'écurie peut envisager plus sereinement l'avenir. Gachot est toujours de l'aventure en tant que pilote et partenaire financier, même s'il était incertain qu'il pilote au début de la saison pour les deux premiers Grand Prix. En effet, son baquet était prévu pour le pilote Brésilien Paulo Carcasci, alors en Formula Nippon, mais ce dernier ne pourra finalement jamais réunir le budget suffisant et se rabattra sur un baquet en F3000 chez Nordic Racing. Dans l'autre monoplace, Belmondo est remplacé par Pedro Lamy, ancien pilote Lotus la saison passée. Mais Lamy, qui s'était brisé les deux jambes lors d'une séance d'essais privés sur le circuit de Silverstone à la suite d'une rupture d'aileron arrière sur sa monoplace en 1994 n'est pas apte à piloter en Formule 1 (il prendra néanmoins la place de Pierluigi Martini chez Minardi pour la dernière partie de la saison) et est finalement remplacé par Andrea Montermini. La nouvelle PR02 est conçue par Franck Coppuck et motorisée par un V8 Ford Cosworth ED plus fiable que le fragile Ilmor de la saison précédente. 
L'écurie constate rapidement que le talon d'Achille de sa nouvelle réalisation est la boîte de vitesses semi-automatique développée en collaboration avec XTrac : elle est responsable de 12 abandons dans la saison. En qualifications, le meilleur résultat de l'écurie reste une modeste 20e position sur la grille de départ. À partir de l'Allemagne, où Montermini signe le meilleur résultat de l'écurie en terminant 8e, Gachot, pour pallier les difficultés financières de son écurie est contraint de céder son baquet au pilote payant Giovanni Lavaggi. Celui-ci, dispute quatre courses anonymes avant de céder à son tour, pour deux courses, son baquet aux deniers du Suisse Jean-Denis Delétraz. Gachot récupère son bien pour les trois dernières courses de la saison et, grâce à de nombreux abandons, égale la performance de son coéquipier en terminant 8e en Australie.
À la fin du championnat 1995 où les monoplaces ne terminent qu'à 6 reprises seulement sans jamais avoir décroché le moindre point, l'écurie quitte la Formule 1. En 1996 le Pacific Racing retourne en F3000 mais sans retrouver le succès du début des années 1990. L'écurie ferme alors définitivement ses portes tandis que Keith Wiggins part travailler pour le compte de Lola aux États-Unis.

## Résultats en championnat international de Formule 3000
| Saison | Écurie         | Châssis     | Moteur        | Pilotes                                           | Grands Prix disputés | Victoires | Pole positions | Podiums | Records du tour | Points inscrits | Classement |
| ------ | -------------- | ----------- | ------------- | ------------------------------------------------- | -------------------- | --------- | -------------- | ------- | --------------- | --------------- | ---------- |
| 1989   | Pacific Racing | Reynard 89D | Mugen-Honda   | Eddie Irvine JJ Lehto Allan McNish                | 10                   | 0         | 0              | 1       | 0               | n/a             | 7e         |
| 1990   | Pacific Racing | Lola T90/50 | Mugen-Honda   | Stéphane Proulx Marco Greco Claude Bourbonnais    | 11                   | 0         | 0              | 0       | 0               | n/a             | Non classé |
| 1991   | Pacific Racing | Reynard 91D | Mugen-Honda   | Antonio Tamburini Christian Fittipaldi            | 10                   | 3         | 4              | 9       | 2               | n/a             | Champion   |
| 1992   | Pacific Racing | Reynard 92D | Mugen-Honda   | Laurent Aïello Jordi Gené                         | 10                   | 1         | 1              | 3       | 0               | n/a             | 4e         |
| 1993   | Pacific Racing | Reynard 93D | Ford-Cosworth | David Coulthard Michael Bartels Phil Andrews (en) | 9                    | 1         | 1              | 5       | 2               | n/a             | 4e         |
| 1996   | Pacific Racing | Lola T96/50 | Zytek         | Patrick Lemarié Cristiano da Matta                | 10                   | 0         | 0              | 0       | 0               | n/a             | 7e         |
| 1997   | Pacific Racing | Lola T96/50 | Zytek         | Oliver Tichy Marc Gené                            | 10                   | 0         | 0              | 2       | 1               | n/a             | 9e         |

## Résultats en championnat du monde de Formule 1
| Saison | Écurie                                          | Châssis      | Moteur           | Pneus    | Pilotes                                                                | Grands Prix disputés | Points inscrits | Classement |
| ------ | ----------------------------------------------- | ------------ | ---------------- | -------- | ---------------------------------------------------------------------- | -------------------- | --------------- | ---------- |
| 1994   | Pacific Grand Prix Ltd Ursus Pacific Grand Prix | Pacific PR01 | Ilmor V10        | Goodyear | Bertrand Gachot Paul Belmondo                                          | 5                    | 0               | 14e        |
| 1995   | Pacific Grand Prix Ltd                          | Pacific PR02 | Ford-Cosworth V8 | Goodyear | Bertrand Gachot Andrea Montermini Jean-Denis Delétraz Giovanni Lavaggi | 17                   | 0               | 12e        |

| Saison | Écurie                                          | Châssis      | Moteur               | Pneumatiques | Pilotes             | Courses | Courses | Courses | Courses | Courses | Courses | Courses | Courses | Courses | Courses | Courses | Courses | Courses | Courses | Courses | Courses | Courses | Points inscrits | Classement |
| Saison | Écurie                                          | Châssis      | Moteur               | Pneumatiques | Pilotes             | 1       | 2       | 3       | 4       | 5       | 6       | 7       | 8       | 9       | 10      | 11      | 12      | 13      | 14      | 15      | 16      | 17      | Points inscrits | Classement |
| ------ | ----------------------------------------------- | ------------ | -------------------- | ------------ | ------------------- | ------- | ------- | ------- | ------- | ------- | ------- | ------- | ------- | ------- | ------- | ------- | ------- | ------- | ------- | ------- | ------- | ------- | --------------- | ---------- |
| 1994   | Pacific Grand Prix Ltd Ursus Pacific Grand Prix | Pacific PR01 | Ilmor 2175A V10      | Goodyear     |                     | BRÉ     | PAC     | SMR     | MON     | ESP     | CAN     | FRA     | GBR     | ALL     | HON     | BEL     | ITA     | POR     | EUR     | JAP     | AUS     |         | 0               | 14e        |
| 1994   | Pacific Grand Prix Ltd Ursus Pacific Grand Prix | Pacific PR01 | Ilmor 2175A V10      | Goodyear     | Paul Belmondo       | Nq      | Nq      | Nq      | Abd     | Abd     | Nq      | Nq      | Nq      | Nq      | Nq      | Nq      | Nq      | Nq      | Nq      | Nq      | Nq      |         | 0               | 14e        |
| 1994   | Pacific Grand Prix Ltd Ursus Pacific Grand Prix | Pacific PR01 | Ilmor 2175A V10      | Goodyear     | Bertrand Gachot     | Abd     | Nq      | Abd     | Abd     | Abd     | Abd     | Nq      | Nq      | Nq      | Nq      | Nq      | Nq      | Nq      | Nq      | Nq      | Nq      |         | 0               | 14e        |
| 1995   | Pacific Grand Prix Ltd                          | Pacific PR02 | Ford-Cosworth EDC V8 | Goodyear     |                     | BRÉ     | ARG     | SMR     | ESP     | MON     | CAN     | FRA     | GBR     | ALL     | HON     | BEL     | ITA     | POR     | EUR     | PAC     | JAP     | AUS     | 0               | 12e        |
| 1995   | Pacific Grand Prix Ltd                          | Pacific PR02 | Ford-Cosworth EDC V8 | Goodyear     | Bertrand Gachot     | Abd     | Abd     | Abd     | Abd     | Abd     | Abd     | Abd     | 12e     |         |         |         |         |         |         | Abd     | Abd     | 8e      | 0               | 12e        |
| 1995   | Pacific Grand Prix Ltd                          | Pacific PR02 | Ford-Cosworth EDC V8 | Goodyear     | Giovanni Lavaggi    |         |         |         |         |         |         |         |         | Abd     | Abd     | Abd     | Abd     |         |         |         |         |         | 0               | 12e        |
| 1995   | Pacific Grand Prix Ltd                          | Pacific PR02 | Ford-Cosworth EDC V8 | Goodyear     | Jean-Denis Delétraz |         |         |         |         |         |         |         |         |         |         |         |         | Abd     | 15e     |         |         |         | 0               | 12e        |
| 1995   | Pacific Grand Prix Ltd                          | Pacific PR02 | Ford-Cosworth EDC V8 | Goodyear     | Andrea Montermini   | 9e      | Abd     | Abd     | Np      | Dsq     | Abd     | Nc      | Abd     | 8e      | 12e     | Abd     | Abd     | Abd     | Abd     | Abd     | Abd     | Abd     | 0               | 12e        |

Légende : ici 

## Palmarès des pilotes Pacific Racing
| Pilotes             | Grand Prix disputés | Victoires | Podiums | Points inscrits | Pole positions | Meilleur tour en course |
| ------------------- | ------------------- | --------- | ------- | --------------- | -------------- | ----------------------- |
| Paul Belmondo       | 2                   | 0         | 0       | 0               | 0              | 0                       |
| Bertrand Gachot     | 16                  | 0         | 0       | 0               | 0              | 0                       |
| Andrea Montermini   | 16                  | 0         | 0       | 0               | 0              | 0                       |
| Giovanni Lavaggi    | 4                   | 0         | 0       | 0               | 0              | 0                       |
| Jean-Denis Delétraz | 2                   | 0         | 0       | 0               | 0              | 0                       |